# Bozed, Mureș

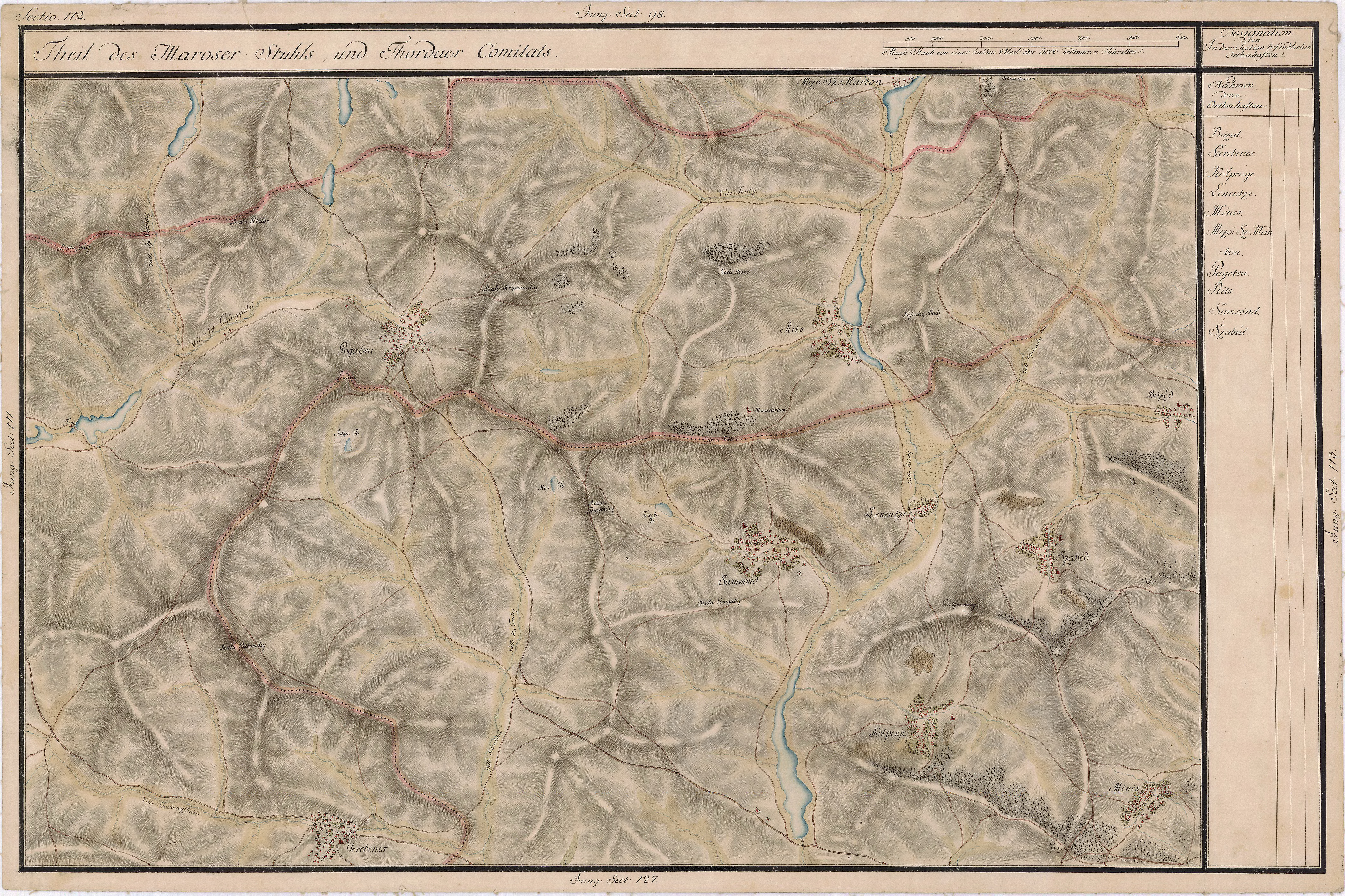
Bozed pe Harta Iosefină a Transilvaniei, 1769-73

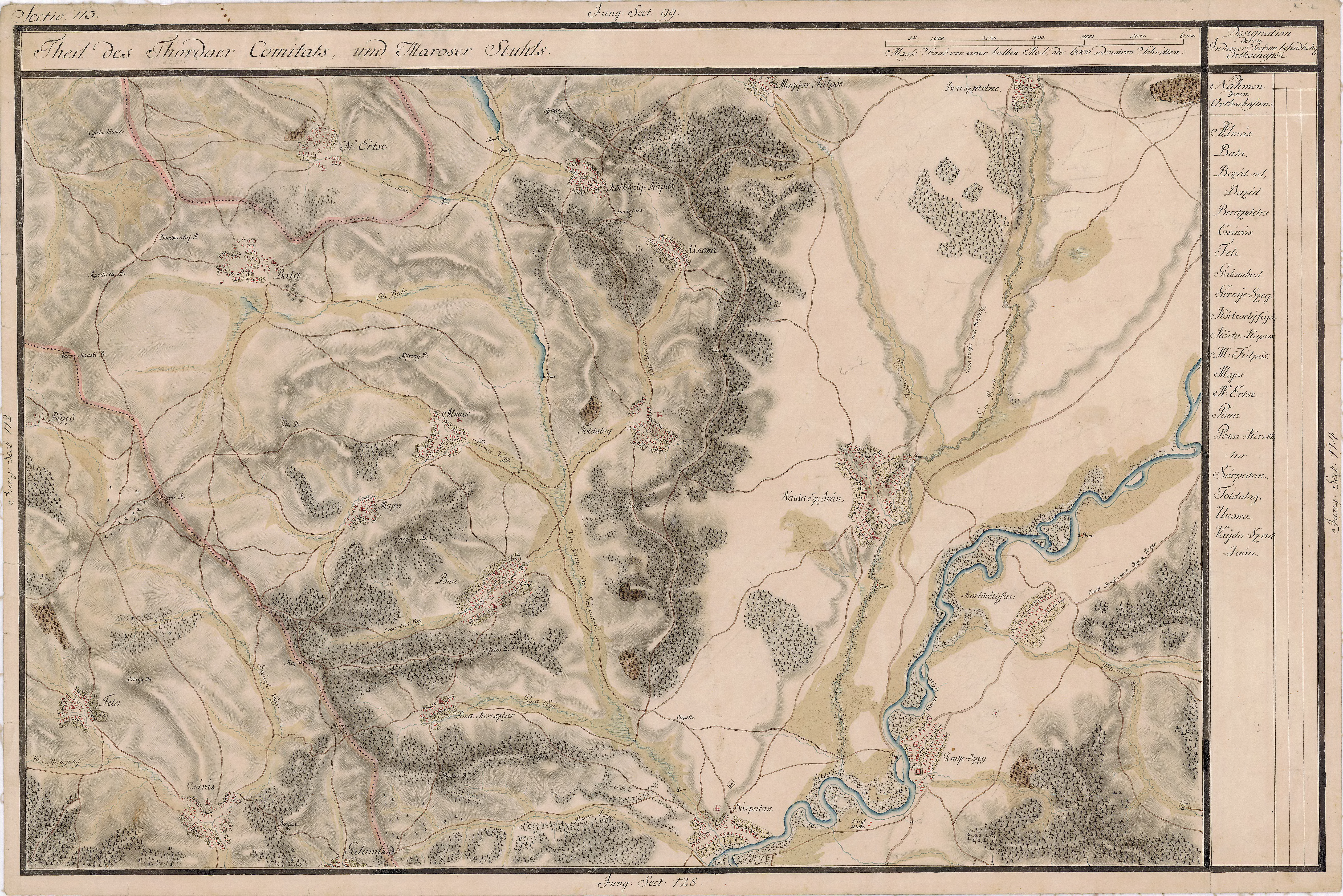

Bozed (în maghiară Bazéd) este un sat în comuna Ceuașu de Câmpie din județul Mureș, Transilvania, România.

## Descriere
Din punct de vedere geografic, localitatea Bozed se situează la 3 km distanță de satul Săbed, aflat pe drumul județean care leagă Târgu-Mureș de Râciu. Prima atestare documentară a localității este din anul 1481 când apare cu denumirea poss. Boheed, Boyed, fiind cunoscută de-a lungul secolelor ca având o populație majoritar românească, în acest sens, Conscripția lui Inocențiu Micu din 1733 menționând existența a 27 familii de ortodocși, cu 135 de suflete. Recensământul din 1910 relevă faptul că satul Bozed avea o populație de 468 locuitori, dintre care 452 români și 16 maghiari, iar după religie 452 greco-catolici, 5 romano-catolici, 5 reformați și 6 unitarieni. Pe parcursul secolului XX, satul Bozed a fost afectat de fenomenul depopulării, recensământul din 1992 înregistrând doar 216 locuitori, iar cel din 2011 de 163 de locuitori 

## Personalități
- Grigore Dogaru (1921-2009), canonic greco-catolic, luptător anticomunist

## Atracții turistice
- Biserica de lemn din Bozed